# 水縄村
水縄村（みのうむら）は、福岡県浮羽郡にあった村。現在の久留米市の一部。

## 地理
耳納山地の北麓に位置していた。

## 歴史

### 沿革
- 1889年（明治22年）4月1日 - 町村制の施行により、竹野郡石垣村、森部村、益生田村が合併して村制施行し、水縄村が発足[1][2]。
- 1896年（明治29年）4月1日 - 郡の統合により浮羽郡に所属[1][3]。
- 1899年（明治32年）- 筑陽銀行設立[1]
- 1903年（明治36年）- 縄山信用販売購買組合、森部信用販売購買組合設立[1]
- 1913年（大正2年）- 筑後種苗会社設立[1]
- 1910年（明治43年）- 耕地整理を開始（1915年まで）[1]。
- 1954年（昭和29年）12月1日 - 浮羽郡田主丸町、水分村、筑陽村、竹野村、船越村（一部）と合併し田主丸町が存続して廃止された[1][2]

### 地名の由来
耳納（水縄）山麓に連なる地であることから。